# Anime tại châu Á
Anime rất phổ biến ở Hồng Kông, Đài Loan, Hàn Quốc, Trung Quốc và Đông Nam Á; ví dụ như loạt phim dài tập dành cho trẻ em là Doraemon đã có thành công lớn tại Thái Lan và Philippines trong thập niên 1990, cũng như Pokémon sau này. Theo dữ liệu hội thảo TIFFCOM năm 2017, thị trường anime tại châu Á năm 2011 đạt 1,2 tỷ US$ và tăng trưởng đạt 2,7 tỷ US$ năm 2016. Fuji TV hợp tác với AEON phân phối anime tại Trung Quốc và Đông Nam Á từ năm 2019, nghiên cứu của PricewaterhouseCoopers ước tính quy mô thị trường nội dung khu vực (Trung Quốc, Đông Nam Á) đạt 426,8 tỷ US$ năm 2018 và dự đoán tăng lên 30% thành 549,1 tỷ US$ vào năm 2022.

## Trung Quốc
Sau cải cách kinh tế Trung Quốc năm 1978 của Đặng Tiểu Bình, Trung Quốc nhập khẩu bộ phim hoạt hình nước nước ngoài đầu tiên là Astro Boy năm 1979 (hình ảnh thương hiệu Casio và Hitachi khi đó) và phát sóng trên đài truyền hình trung ương Trung Quốc (CCTV) năm 1980. Thập niên 1980, Trung Quốc nhập khẩu anime ồ ạt (Hana no Ko Lunlun, Cuộc phiêu lưu kỳ diệu của Nils, Tiểu hòa thượng Ikkyū, Doraemon, Saint Seiya) do hoạt hình Trung Quốc kịch bản kém và trẻ con, cải cách kinh tế năm 1978 khiến người sáng tạo hoạt hình Trung Quốc quan tâm tới giá trị thương mại sản phẩm dựa theo người xem và bị áp đặt kiểm duyệt, thời kỳ hoàng kim của hoạt hình Trung Quốc (1926-1966) bị sụp đổ sau Đại Cách mạng Văn hóa vô sản. Thập niên 1990, anime bùng nổ tại thị trường Trung Quốc (Thám tử lừng danh Conan, Shin – Cậu bé bút chì, Nhóc Maruko, Pokémon), Slam Dunk trở thành hiện tượng văn hóa đại chúng tại Trung Quốc thời điểm đó, một số phim nhập khẩu thất bại (Shin Seiki Evangelion bị người hâm mộ chỉ trích vì cắt nhiều phân cảnh và thay đổi bài hát mở đầu), chuyên mục về anime và seiyū xuất hiện trên các đài truyền hình Trung Quốc (KAKU, Aniworld TV, Toonmax) khiến nhiều hoạt hình Trung Quốc mô phỏng theo phong cách anime. Năm 1994, Tổng cục Quảng bá Phát thanh Truyền hình Quốc gia Trung Quốc (SARFT) giới hạn phát sóng các chương trình truyền hình và hoạt hình nhập khẩu; anime vẫn chiếm lĩnh thị trường do giá nhập khẩu rẻ hơn hoạt hình Hoa Kỳ-châu Âu và doanh thu từ quảng cáo cao, sản xuất hoạt hình Trung Quốc quy mô nhỏ. Thế hệ khán giả Trung Quốc thập niên 1980 và thập niên 1990 được gọi là 'thế hệ lớn lên cùng hoạt hình Nhật Bản', được một số học giả Trung Quốc cho rằng có xu hướng thân Nhật Bản. Quốc vụ viện Cộng hòa Nhân dân Trung Hoa lo ngại 'xâm lược văn hóa' từ Nhật Bản nên đã xây dựng 'dự án 5155' vào năm 1995 nhằm phát triển hoạt hình nội địa nhưng dự án sụp đổ vào năm 2006. Năm 2000, SARFT yêu cầu kiểm duyệt các đài truyền hình địa phương khi nhập khẩu phim truyền hình và hoạt hình nước ngoài; anime thời điểm đó đang độc chiếm trên truyền hình Trung Quốc, tiêu thụ băng đĩa lậu hoạt hình Nhật Bản phát tán từ Đài Loan và Hồng Kông. Năm 2004, anime chiếm 68% thị phần phát sóng hoạt hình trên truyền hình Trung Quốc với tỷ lệ 11 giờ trong tổng số 15 giờ phát sóng, năng suất hoạt hình Trung Quốc đạt 20.000 phút/năm không đủ nhu cầu 60.000 phút/năm của các đài truyền hình địa phương, SARFT quy định đài truyền hình phát sóng 60% hoạt hình nội địa trong từng quý. Năm 2006, Trung Quốc quy định các đài truyền hình phát sóng ít nhất 70% hoạt hình sản xuất nội địa, cấm phát sóng hoạt hình nhập khẩu từ 17 giờ - 20 giờ và phát sóng hoạt hình Trung Quốc từ 19 giờ - 22 giờ, nhưng do anime mang lại nhiều quảng cáo nên một số đài truyền hình đã không tuân thủ quy định của SARFT. Trung Quốc năm 2008 tăng thời lượng cấm phát sóng hoạt hình nhập khẩu trên truyền hình từ 17 giờ - 21 giờ, các kênh truyền hình vệ tinh từ năm 2013 bắt buộc phát sóng hoạt hình Trung Quốc mỗi ngày 30 phút. Từ năm 2008, Nhật Bản-Trung Quốc khi hợp tác sản xuất hoạt hình (The Tibetan Dog, trong đó Tam quốc chí thất bại về doanh thu) cho thấy thực tiễn kinh doanh khác biệt giữa hai quốc gia và nguy cơ phá sản nếu xưởng phim quy mô nhỏ của Nhật Bản thua lỗ tại Trung Quốc, bắt đầu hình thành xu hướng phân phối anime trực tuyến bản quyền tại Trung Quốc. Nhiều phim hoạt hình Trung Quốc sao chép lại cốt truyện và thiết kế nhân vật của hoạt hình Nhật Bản, nguyên nhân có thể do Trung Quốc bị ảnh hưởng từ nhận gia công anime của Nhật Bản và khán giả Trung Quốc đón nhận phong cách Nhật Bản. Sự ảnh hưởng mạnh mẽ của anime tại Trung Quốc thể hiện qua chính sách kiểm soát văn hóa nước ngoài của Tập Cận Bình và khoảng cách thế hệ cáo buộc xâm lược văn hóa (môi trường truyền thông, bối cảnh kinh tế, chiến tranh Trung - Nhật). Năm 2012, Trung Quốc cấm tất cả chương trình nhập khẩu phát sóng vào giờ vàng trên truyền hình, giới hạn mỗi ngày phát sóng không quá 25% các chương trình nhập khẩu; năng xuất hoạt hình Trung Quốc đạt 260.000 phút/năm tăng so với 90.000 phút/năm của Nhật Bản, nhưng chất lượng hoạt hình Trung Quốc chưa bằng anime. Tranh chấp quần đảo Senkaku cuối năm 2012, Trung Quốc cấm nhập khẩu anime chiếu rạp, nhập khẩu anime chiếu rạp đầu tiên sau lệnh cấm là Stand by Me Doraemon vào ngày 28 tháng 5 năm 2015. Tháng 9 năm 2013, Trung Quốc cấm hoặc giới hạn các tạp chí anime (Animation & Comics Fans, Animation Comic Moe, Two Dimensions Mania, Anime Spot) vì cho rằng không phù hợp với vị thành niên. Thập niên 2010, một số hoạt hình hợp tác Trung Quốc-Nhật Bản (Shikioriori, Juushinki Pandora) thành công nhờ kết hợp văn hóa Trung Quốc và bản sắc anime Nhật Bản, các công ty Trung Quốc tăng cường đầu tư vào anime truyền hình Nhật Bản và đồng thời hướng đến phát triển công nghiệp hoạt hình nội địa tại Đại Liên. Thập niên 2010, các dịch vụ stream trực tuyến tại Trung Quốc (AcFun, Bilibili, Tudou, Youku, iQiyi) bắt đầu trình chiếu anime bản quyền gần như đồng thời với Nhật Bản. Thị trường công nghiệp nội dung Nhật Bản tại Trung Quốc đạt 250 tỷ CN¥ (38 tỷ US$) năm 2016, ước tính đạt 500 tỷ CN¥ vào những năm tiếp theo khiến Youku thuộc Alibaba đầu tư 50 triệu US$ cho AcFun vào tháng 8 năm 2016, Tencent góp 200 triệu CN¥ (30,5 triệu US$) cho 15% cổ phần Bilibili, Alpha Animation ở Thâm Quyến mua Yaoqi với giá 900 triệu CN¥ (137 triệu US$) vào tháng 9 năm 2016. Tháng 2 năm 2019, Taobao thuộc Alibaba mua 8% cổ phần Bilibili. Theo nghiên cứu của iResearch Consulting Group, thị trường anime tại Trung Quốc năm 2018 đạt 174,7 tỷ CN¥ (26,06 tỷ US$), tăng 13,7% so với năm 2017 dựa trên cơ sở 220 triệu người hâm mộ anime trực tuyến. Tháng 5 năm 2018, Nhật Bản và Trung Quốc ký kết sản xuất phim hợp tác, được định danh là phim nội địa Trung Quốc và không bị hạn ngạch nhập khẩu.
| Thị phần hoạt hình nhập khẩu phát sóng trên truyền hình Trung Quốc , giai đoạn 2006-2011 | Thị phần hoạt hình nhập khẩu phát sóng trên truyền hình Trung Quốc , giai đoạn 2006-2011 | Thị phần hoạt hình nhập khẩu phát sóng trên truyền hình Trung Quốc , giai đoạn 2006-2011 | Thị phần hoạt hình nhập khẩu phát sóng trên truyền hình Trung Quốc , giai đoạn 2006-2011 | Thị phần hoạt hình nhập khẩu phát sóng trên truyền hình Trung Quốc , giai đoạn 2006-2011 | Thị phần hoạt hình nhập khẩu phát sóng trên truyền hình Trung Quốc , giai đoạn 2006-2011 | Thị phần hoạt hình nhập khẩu phát sóng trên truyền hình Trung Quốc , giai đoạn 2006-2011 | Thị phần hoạt hình nhập khẩu phát sóng trên truyền hình Trung Quốc , giai đoạn 2006-2011 | Thị phần hoạt hình nhập khẩu phát sóng trên truyền hình Trung Quốc , giai đoạn 2006-2011 | Thị phần hoạt hình nhập khẩu phát sóng trên truyền hình Trung Quốc , giai đoạn 2006-2011 | Thị phần hoạt hình nhập khẩu phát sóng trên truyền hình Trung Quốc , giai đoạn 2006-2011 |
| Năm                                                                                      | Chỉ số                                                                                   | Tổng cộng                                                                                | châu Âu                                                                                  | Hoa Kỳ                                                                                   | Mỹ Latinh                                                                                | Nhật Bản                                                                                 | Hàn Quốc                                                                                 | châu Phi                                                                                 | Khác                                                                                     | Nguồn                                                                                    |
| ---------------------------------------------------------------------------------------- | ---------------------------------------------------------------------------------------- | ---------------------------------------------------------------------------------------- | ---------------------------------------------------------------------------------------- | ---------------------------------------------------------------------------------------- | ---------------------------------------------------------------------------------------- | ---------------------------------------------------------------------------------------- | ---------------------------------------------------------------------------------------- | ---------------------------------------------------------------------------------------- | ---------------------------------------------------------------------------------------- | ---------------------------------------------------------------------------------------- |
| 2006                                                                                     | Nhập khẩu (triệu CN¥)                                                                    | 8,0297                                                                                   | 2,93                                                                                     | 4,5817                                                                                   | -                                                                                        | 0,488                                                                                    | -                                                                                        | -                                                                                        | 0,03                                                                                     | China Development Gateway (CnDG).                                                        |
| 2006                                                                                     | Số phim/ Số tập                                                                          | 19/869                                                                                   | 4/193                                                                                    | 7/287                                                                                    | -                                                                                        | 7/338                                                                                    | -                                                                                        | -                                                                                        | 1/51                                                                                     | China Development Gateway (CnDG).                                                        |
| 2007                                                                                     | Nhập khẩu (triệu CN¥)                                                                    | 9,81                                                                                     | 6,14                                                                                     | 3                                                                                        | -                                                                                        | -                                                                                        | -                                                                                        | -                                                                                        | 0,67                                                                                     | Cục Thống kê Quốc gia Trung Quốc (NBS)                                                   |
| 2007                                                                                     | Số phim/ Số tập                                                                          | 9/594                                                                                    | 5/262                                                                                    | 3/301                                                                                    | -                                                                                        | -                                                                                        | -                                                                                        |                                                                                          | 1/31                                                                                     | Cục Thống kê Quốc gia Trung Quốc (NBS)                                                   |
| 2008                                                                                     | Nhập khẩu (triệu CN¥)                                                                    | 8,7826                                                                                   | 4,03                                                                                     | 3,3425                                                                                   | -                                                                                        | 4,501                                                                                    | -                                                                                        | -                                                                                        | 9,6                                                                                      | Cục Thống kê Quốc gia Trung Quốc (NBS)                                                   |
| 2008                                                                                     | Số phim/ Số tập                                                                          | 13/734                                                                                   | 4/233                                                                                    | 3/207                                                                                    | -                                                                                        | 5/254                                                                                    | -                                                                                        | -                                                                                        | 1/40                                                                                     | Cục Thống kê Quốc gia Trung Quốc (NBS)                                                   |
| 2009                                                                                     | Nhập khẩu (triệu CN¥)                                                                    | 1,28                                                                                     | 0,34                                                                                     | 0,74                                                                                     | -                                                                                        | 0,2                                                                                      | -                                                                                        | -                                                                                        | -                                                                                        | Cục Thống kê Quốc gia Trung Quốc (NBS)                                                   |
| 2009                                                                                     | Số phim/ Số tập                                                                          | 5/421                                                                                    | 1/209                                                                                    | 3/160                                                                                    | -                                                                                        | 1/52                                                                                     | -                                                                                        | -                                                                                        | -                                                                                        | Cục Thống kê Quốc gia Trung Quốc (NBS)                                                   |
| 2010                                                                                     | Nhập khẩu (triệu CN¥)                                                                    | 2,47                                                                                     | 1,1                                                                                      | 1,36                                                                                     | -                                                                                        | 0,01                                                                                     | -                                                                                        | -                                                                                        | -                                                                                        | Cục Thống kê Quốc gia Trung Quốc (NBS)                                                   |
| 2010                                                                                     | Số phim/ Số tập                                                                          | 8/785                                                                                    | 2/130                                                                                    | 5/555                                                                                    | -                                                                                        | 1/100                                                                                    | -                                                                                        | -                                                                                        | -                                                                                        | Cục Thống kê Quốc gia Trung Quốc (NBS)                                                   |
| 2011                                                                                     | Nhập khẩu (triệu CN¥)                                                                    | 7,02                                                                                     | 1,61                                                                                     | 4,01                                                                                     | 0,9                                                                                      | 0,5                                                                                      | -                                                                                        | -                                                                                        | -                                                                                        | Cục Thống kê Quốc gia Trung Quốc (NBS)                                                   |
| 2011                                                                                     | Số giờ phát sóng                                                                         | 279                                                                                      | 65                                                                                       | 165                                                                                      | 40                                                                                       | 8                                                                                        | -                                                                                        | -                                                                                        | -                                                                                        | Cục Thống kê Quốc gia Trung Quốc (NBS)                                                   |

| Thị phần hoạt hình phát sóng trên đài truyền hình Hồ Bắc (HBTV) giai đoạn 1983-1989, tại Hồ Bắc - Trung Quốc | Thị phần hoạt hình phát sóng trên đài truyền hình Hồ Bắc (HBTV) giai đoạn 1983-1989, tại Hồ Bắc - Trung Quốc | Thị phần hoạt hình phát sóng trên đài truyền hình Hồ Bắc (HBTV) giai đoạn 1983-1989, tại Hồ Bắc - Trung Quốc | Thị phần hoạt hình phát sóng trên đài truyền hình Hồ Bắc (HBTV) giai đoạn 1983-1989, tại Hồ Bắc - Trung Quốc | Thị phần hoạt hình phát sóng trên đài truyền hình Hồ Bắc (HBTV) giai đoạn 1983-1989, tại Hồ Bắc - Trung Quốc | Thị phần hoạt hình phát sóng trên đài truyền hình Hồ Bắc (HBTV) giai đoạn 1983-1989, tại Hồ Bắc - Trung Quốc |
| Quốc gia/Vùng lãnh thổ                                                                                       | Số phim | Số phút phát sóng                                                                                            | Số phút phát sóng hàng năm                                                                                   | Thị phần | Ghi chú |
| --- | --- | --- | --- | --- | --- |
| Trung Quốc                                                                                                   | 26 | 806 | 115 | 3,8% | Nhập khẩu hoạt hình châu Âu chủ yếu từ Bỉ, Liên Xô, Tiệp Khắc, Tây Ban Nha.                                  |
| Nhật Bản | 11 | 9.891 | 1.413 | 46,6% | Nhập khẩu hoạt hình châu Âu chủ yếu từ Bỉ, Liên Xô, Tiệp Khắc, Tây Ban Nha.                                  |
| Hoa Kỳ | 13 | 6.601 | 943 | 31% | Nhập khẩu hoạt hình châu Âu chủ yếu từ Bỉ, Liên Xô, Tiệp Khắc, Tây Ban Nha.                                  |
| châu Âu | 10 | 2.920 | 417 | 13,8% | Nhập khẩu hoạt hình châu Âu chủ yếu từ Bỉ, Liên Xô, Tiệp Khắc, Tây Ban Nha.                                  |
| Khác | 5 | 1.014 | 145 | 4,8% | Nhập khẩu hoạt hình châu Âu chủ yếu từ Bỉ, Liên Xô, Tiệp Khắc, Tây Ban Nha.                                  |
| Tổng số | 65 | 21.232 | 3.030 | 100% | Nhập khẩu hoạt hình châu Âu chủ yếu từ Bỉ, Liên Xô, Tiệp Khắc, Tây Ban Nha.                                  |
| Thị phần hoạt hình phát sóng trên đài truyền hình Vũ Hán (WHTV) giai đoạn 1984-2003, tại Hồ Bắc - Trung Quốc | | | | | |
| Quốc gia/Vùng lãnh thổ                                                                                       | Số phim | Số phút phát sóng                                                                                            | Số phút phát sóng hàng năm                                                                                   | Thị phần | Ghi chú |
| Trung Quốc                                                                                                   | 37 | 3.673 | 367 | 3,3% | Nhập khẩu hoạt hình châu Âu chủ yếu từ Bỉ, Đức, Phần Lan.                                                    |
| Nhật Bản | 38 | 38.220 | 3.822 | 34% | Nhập khẩu hoạt hình châu Âu chủ yếu từ Bỉ, Đức, Phần Lan.                                                    |
| Hoa Kỳ | 22 | 28.886 | 2.889 | 25,7% | Nhập khẩu hoạt hình châu Âu chủ yếu từ Bỉ, Đức, Phần Lan.                                                    |
| châu Âu | 4 | 761 | 76 | 0,7% | Nhập khẩu hoạt hình châu Âu chủ yếu từ Bỉ, Đức, Phần Lan.                                                    |
| Đài Loan | 1 | 1.352 | 135 | 1,2% | Nhập khẩu hoạt hình châu Âu chủ yếu từ Bỉ, Đức, Phần Lan.                                                    |
| Khác | 45 | 39.398 | 3.940 | 35,1% | Nhập khẩu hoạt hình châu Âu chủ yếu từ Bỉ, Đức, Phần Lan.                                                    |
| Tổng số | 147 | 112.290 | 11.229 | 100% | Nhập khẩu hoạt hình châu Âu chủ yếu từ Bỉ, Đức, Phần Lan.                                                    |

### Đài Loan
Hợp tác kinh tế địa chính trị giữa Đài Loan và Nhật Bản, cùng việc thế hệ cũ thời thuộc địa vẫn tiếp tục tiêu thụ sản phẩm Nhật Bản; dẫn đến sản phẩm văn hóa Nhật Bản (bao gồm anime, manga) phát triển ngầm tại Đài Loan. Máy ghi băng cassette phổ biến từ cuối thập niên 1970 đến thập niên 1980, kinh doanh vi phạm bản quyền sản phẩm nghe nhìn Nhật Bản sinh lời, truyền hình cáp phát sóng lách luật nội dung Nhật Bản thịnh vượng; đến năm 1985, 40% dân số Đài Bắc xem truyền hình cáp. Đài Loan giải trừ luật giới nghiêm năm 1987, giai đoạn sau đó dân chủ hóa nhanh; truyền hình cáp hợp pháp hóa năm 1993 và dỡ bỏ hạn chế nhập khẩu sản phẩm nghe nhìn Nhật Bản năm 1994 giúp tiêu thụ văn hóa đại chúng Nhật Bản tại Đài Loan được mở rộng.

### Hồng Kông
Dưới ảnh hưởng kinh tế của các công ty Nhật Bản tại Hồng Kông thập niên 1970 đến thập niên 1980 (như Panasonic, Toyota, Sony) và sự gia tăng các trường tiếng Nhật thập niên 1980, anime được phát sóng trên đài truyền hình ATV và TVB tại Hồng Kông từ đầu thập niên 1970 (Doraemon, Ninja Hattori, Saint Seiya, Tsubasa Giấc mơ sân cỏ, Dr. Slump) và rạp chiếu phim thập niên 1980 (Kaze no Tani no Nausicaä, Tenkuu no Shiro Laputa). Trong thập niên 1990 và đầu thập niên 2000, Sino Center tại Hồng Kông là nơi nổi tiếng với việc bán các sản phẩm văn hóa đại chúng Nhật Bản lậu. Anime bùng nổ tại Đông Á được gắn kết chặt chẽ với sự lan truyền của môi trường truyền thông công nghệ mới, không bị ràng buộc giám sát từ các chính phủ khu vực theo bối cảnh phát triển của xã hội tiêu dùng và một khu vực hóa được định hướng thị trường công nghiệp nội dung. Vi phạm bản quyền văn hóa đại chúng Nhật Bản tại Đài Loan và Hàn Quốc trong giai đoạn bị cấm nhập khẩu chính thức đã mở đường cho thương mại hóa hợp pháp bùng nổ sau khi kết thúc lệnh cấm. Trên truyền hình Trung Đông, loạt phim UFO Robot Grendizer trong phiên bản tiếng Ả Rập rất nổi tiếng và thu hút một lượng lớn người theo dõi.

## Hàn Quốc
Sau Hiệp ước Quan hệ cơ bản Hàn Quốc và Nhật Bản năm 1965, Hàn Quốc nhập khẩu hoạt hình Nhật Bản trên MBC, TBC, KBS từ cuối thập niên 1960 (Ōgon Bat, Yōkai Ningen Bem) và tiếp tục gia tăng nhập khẩu trong thập niên 1970: mecha (Astro Boy, UFO Robot Grendizer, Mazinger Z, Mach GoGoGo, Tetsujin 28-go, Gatchaman), shōjo (Mahōtsukai Sarī, Candy Candy, Ribon no Kishi, Heidi, Cô bé đến từ vùng núi Alps), thể thao (Taigā Masuku, Akakichi no Eleven). Thập niên 1980, chính phủ Hàn Quốc sáp nhập TBC với KBS thành KBS2, 'thời kỳ đen tối' xóa hoàn toàn yếu tố Nhật Bản trong anime (Captain Harlock, Uchū Senkan Yamato, Galaxy Express 999): tên nhân vật và người viết bài hát được thay bằng tiếng Hàn, tên người Nhật chế tác anime không được hiển thị. Cuối thập niên 1980, Hàn Quốc tham gia công ước bản quyền toàn cầu (UCC), anime được phát sóng bám sát nguyên tác và tác động đến văn hóa đại chúng Hàn Quốc trong thập niên 1990 (Dragon Ball, Slam Dunk, Mononoke Hime, Shin Seiki Evangelion, Thủy thủ Mặt Trăng, Doraemon). Dỡ bỏ kiểm soát văn hóa Nhật Bản năm 1998 giúp anime được đón nhận tích cực tại Hàn Quốc trong thập niên 2000 (Nhóc Maruko, Naruto), anime chỉ được chính phủ Hàn Quốc phê duyệt chính thức vào năm 2004.

## Singapore
Cuối thập niên 1970 tại Singapore, Tập đoàn Truyền thanh truyền hình Singapore (SBC) phát sóng Candy Candy tạo cơn sốt với thiếu nữ và phụ nữ trẻ; sau đó phát sóng Heidi, Cô bé đến từ vùng núi Alps, The Dog of Flanders. Anime dành cho bé gái giữa thập niên 1980 (Gamba no Bōken, Sư tử trắng Kimba, Takarajima), khoa học viễn tưởng tăng mạnh cuối thập niên 1980 (Kagaku Kyūjo Tai Tekunoboijā, Captain Future, Chōjikū yōsai Macross, Astro Boy). Thập niên 1990, SBC đạt kết quả tích cực với hài kịch (Doraemon, Bow Wow), shōjo (Thủy thủ Mặt Trăng, Ranma ½), khoa học viễn tưởng (Patlabor, Dragon ball), đột phá phát sóng đêm khuya (Tenchi Muyō!, Rōdosu-tō Senki). Sau hiện tượng Pokémon, người Singapore thập niên 1990 ít biết đến anime chiếu rạp ngoài các tác phẩm của Miyazaki Hayao, Akira, Perfect Blue, Ghost in the Shell. Thành công của anime tại Singapore thập niên 1990 do nhập khẩu các tựa đã phổ biến tại Nhật Bản, Hoa Kỳ, Hồng Kông, Đài Loan, Trung Quốc; tránh các tựa nổi tiếng nhưng gây tranh cãi, truyền hình cáp tăng trưởng, tác động từ manga, băng đĩa tại gia được phân phối lại từ Hồng Kông và Đài Loan.

## Philippines
Cuối thập niên 1970 tại Philippines, GMA Network phát sóng mecha mới lạ và tạo cơn sốt với trẻ em (Chōdenji Mashīn Borutesu Faibu, Tetsujin 28-go, Mazinger Z, UFO Robot Grendizer). Đầu thập niên 1980, Philippines nhập khẩu anime dành cho gia đình (Hana no Ko Lunlun, Candy Candy), Radio Philippines Network phát sóng mecha vào buổi sáng và đêm khuya sau khi dỡ bỏ lệnh cấm (Astro Boy, Robotech, Voltron, Transformers). Thập niên 1990, ABS-CBN, GMA Network, Intercontinental Broadcasting Corporation, The 5 Network phát sóng chuyên biệt anime tác động lớn tới thanh thiếu niên (Dragon Ball, Thủy thủ Mặt Trăng, Slam Dunk, Ranma ½, Hành trình U Linh Giới, Shin Seiki Evangelion), Shōkōshi Cedie và Shōkōjo Seira chuyển thể thành người đóng Philippines với doanh thu cao, hiện tượng Pokémon và Bakusō Kyōdai Let's & Go!! được liên kết sản xuất mô hình nhân vật. Thập niên 2000, Philippines giảm nhập khẩu hoạt hình Nhật Bản do bão hòa tái phát sóng anime, phổ biến phim truyền hình Hàn Quốc và Đài Loan, dịch vụ stream bản quyền, cạnh tranh từ truyền hình vệ tinh (animax, Hero). Thành công của anime tại Philippines thập niên 2000 (Digimon, Cardcaptor Sakura, Pokémon, Lupin III) đến từ ngôn ngữ học (lồng tiếng Filipino đạt 80% trên truyền hình địa phương), chính sách thuộc địa (ấn tượng về nhân vật người Nhật hoặc da trắng giao tiếp bằng tiếng Filipino phá vỡ tâm lý thực dân), xã hội học chính trị (nâng tầm tiếng Filipino lên một cấp độ thừa nhận phổ biến). Đầu thập niên 1980, Indonesia nhập khẩu lại những anime đã phổ biến tại Nhật Bản trong thập niên 1970 (Ultraman, Doraemon, Candy Candy, Gundam), anime bắt đầu trở thành một xu hướng giải trí mới mẻ ở Indonesia vì khác biệt so với hoạt hình từ Hoa Kỳ và châu Âu. Ảnh hưởng từ 'chính sách hướng Đông' của thủ tướng Malaysia Mahathir Mohamad năm 1981, truyền hình Malaysia nhập khẩu anime từ đầu thập niên 1980 (Doraemon, Dragon Ball), tiếp tục gia tăng từ thập niên 1990 đến thập niên 2010 (TV1, TV2, TV3, NTV7, 8TV, TV9). Việt Nam ảnh hưởng văn hóa đại chúng manga đầu thập niên 1990 đã thúc đẩy phát sóng anime trên truyền hình từ thập niên 1990 (Thủy thủ Mặt Trăng, Hiệp sĩ Lợn, Pókemon, Vua câu cá).

## Việt Nam
Thập niên 2010, các liên hoan phim hoạt hình Nhật Bản được tổ chức, anime chiếu rạp chiếm hầu hết thị phần nhập khẩu phim điện ảnh Nhật Bản chiếu rạp tại Việt Nam, người hâm mộ anime tăng lên sau khi công chiếu Your name - Tên cậu là gì? năm 2016.